# 小谷優奈
小谷 優奈（こたに ゆうな、1998年5月26日 - ）は、日本のカーリング選手。フォルティウスに所属。チーム富士急で同チームであった小谷有理沙は妹。

## 人物
神奈川県相模原市出身。趣味は読書、長所は向上心。
小学4年生の時に父に誘われてカーリングを始める。ジュニア時代は2010年・2011年に日本選手権に出場。2018年、第35回日本カーリング選手権大会優勝。
2022年8月にチーム富士急を退団。2022年9月、フォルティウスに加入。2025年、第42回日本カーリング選手権大会優勝。

## チーム

### 4人制女子
| シーズン | フォース      | サード        | セカンド    | リード       | リザーブ             | 主な大会            |
| -------- | ------------- | ------------- | ----------- | ------------ | -------------------- | ------------------- |
| 2010–11  | 小穴桃里(S)   | 菅原舞雪      | 小柳優希    | 林田春佳     | 小谷優奈             | JJCC 2010           |
| 2011–12  | 菅原舞雪(S)   | 小穴桃里      | 小谷優奈    | 林田春佳     | 豊田莉子             | JJCC 2011           |
| 2014–15  | 西室淳子      | 栁澤実知      | 小穴桃里(S) | 豊田莉子     | 小谷優奈             | JCC 2015            |
| 2015–16  | 西室淳子      | 栁澤実知      | 小穴桃里(S) | 小谷優奈     | 豊田莉子             | JCC 2016            |
| 2016–17  | 西室淳子      | 小穴桃里(S)   | 小谷優奈    | 石垣真央     | 倉光杏佳             | JCC 2017            |
| 2017–18  | 小穴桃里(S)   | 小谷優奈      | 石垣真央    | 小谷有理沙   | 西室淳子/ 小野寺佳歩 | JCC 2018/ WWCC 2018 |
| 2018–19  | 小穴桃里(S)   | 西室淳子      | 石垣真央    | 小谷有理沙   | 小谷優奈             | JCC 2019            |
| 2019–20  | 小穴桃里(S)   | 小谷優奈      | 石垣真央    | 小谷有理沙   | 細田晴夏             | JCC 2020            |
| 2020–21  | 小穴桃里(S)   | 小谷優奈      | 石垣真央    | 小谷有理沙   | 苫米地美智子         | JCC 2021            |
| 2021–22  | 小穴桃里(S)   | 小谷優奈      | 石垣真央    | 小谷有理沙   |                      | HBCC2021            |
| 2021–22  | 小谷優奈      | 小谷有理沙(S) | 石垣真央    | 苫米地美智子 | 小穴桃里             | JCC 2022            |
| 2022–23  | 吉村紗也香(S) | 小谷優奈      | 小野寺佳歩  | 近江谷杏菜   | 船山弓枝             | KICC 2022           |
| 2022–23  | 吉村紗也香(S) | 小谷優奈      | 小野寺佳歩  | 近江谷杏菜   | 小林未奈             | ニューイヤー2023    |
| 2023–24  | 小谷優奈(S)   | 小野寺佳歩    | 近江谷杏菜  | 小林未奈     | 船山弓枝             | JCC 2024            |
| 2024–25  | 吉村紗也香(S) | 小野寺佳歩    | 小谷優奈    | 近江谷杏菜   | 小林未奈             | JCC 2025            |

(S)…スキップ

## 戦績
| 日本ジュニア選手権 | 7 | 4 |   |   |   |    |   |   |   |   |
| 世界選手権         |   |   |   |   |   | 10 |   |   |   |   |
| 日本選手権         |   |   | 3 | 2 | 3 | 1  | 4 | 4 | 4 | 8 |

### 世界選手権
- 2018年世界女子カーリング選手権大会：10位（チーム富士急／日本代表）

### 日本選手権
- 第32回日本カーリング選手権大会（2015年）： 銅メダル（チームフジヤマ）
- 第33回日本カーリング選手権大会（2016年）： 銀メダル（チーム富士急）
- 第34回日本カーリング選手権大会（2017年）： 銅メダル（チーム富士急）
- 第35回日本カーリング選手権大会（2018年）： 金メダル（チーム富士急）
- 第36回日本カーリング選手権大会（2019年）：4位（チーム富士急）
- 第37回日本カーリング選手権大会（2020年）：4位（チーム富士急）
- 第38回日本カーリング選手権大会（2021年）：4位（チーム富士急）
- 第39回日本カーリング選手権大会（2022年）：8位（チーム富士急）
- 第41回日本カーリング選手権大会（2024年）：5位（フォルティウス）
- 第42回日本カーリング選手権大会（2025年）： 金メダル（フォルティウス）

### ワールドカーリングツアー

#### グランドスラム
ワールドカーリングツアーにおける最高峰の大会シリーズであるグランドスラムの成績。
| 略語の説明 | 略語の説明         |
| ---------- | ------------------ |
| C          | 優勝               |
| F          | 準優勝             |
| SF         | ベスト4            |
| QF         | ベスト6・ベスト8   |
| R16        | ベスト16           |
| Q          | 予選敗退           |
| T2         | ティア2（2部）出場 |
| DNP        | 大会不参加         |
| N/A        | 開催せず           |

| 大会 / シーズン        | 2021–22 |
| ---------------------- | ------- |
| ナショナル             | DNP     |
| ツアーチャレンジ       | N/A     |
| マスターズ             | Q       |
| カナディアン・オープン | N/A     |
| プレーヤーズ           | DNP     |
| チャンピオンズカップ   | DNP     |

### その他

#### どうぎんカーリングクラシック
- 2021年（2021-22シーズン） - 優勝

#### 軽井沢国際カーリング選手権大会
- 2022年（2022-23シーズン） - 3位

#### ニューイヤーカーリング in 御代田
- 2023年（2022-23シーズン） - 3位